# Sint-Amanduskerk (Oostakker)

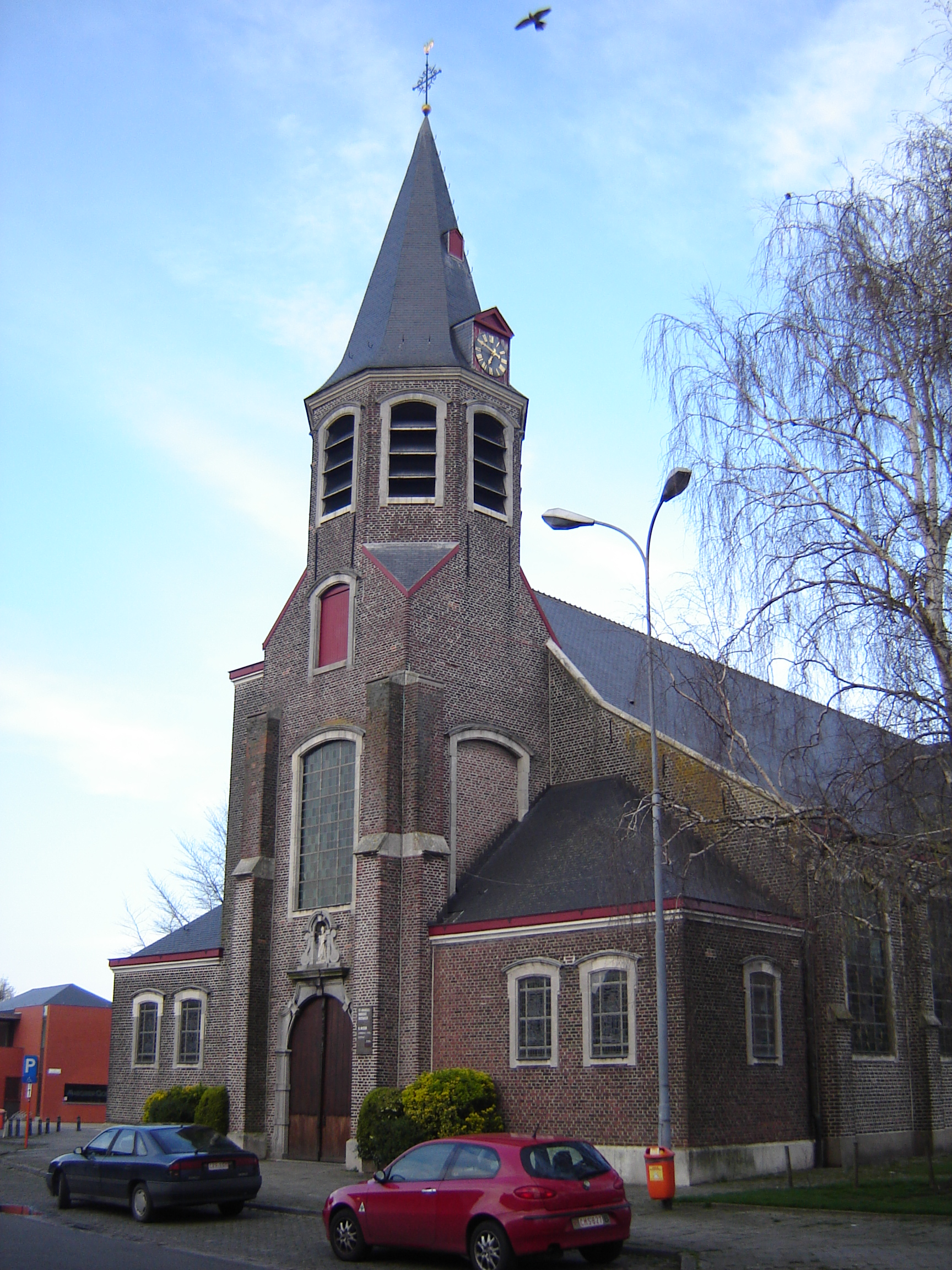
De Sint-Amanduskerk

De Sint-Amanduskerk is een kerkgebouw in de Gentse deelgemeente Oostakker. De kerk is toegewijd aan de heilige Amandus.

## Historiek
Het eerste gebedshuis voor de plaatselijke bevolking was een oude Sint-Laureentiuskapel waarvan het stichtingsjaar onbekend blijft maar hersteld en gewijd werd circa 1350. Ze verving de Sint-Amanduskapel in het Sint-Annahospitaal bij de Spitaalpoort als parochiekerk na haar sloop in 1578. Haar nieuwe patroonheilige werd toen Amandus. Ze werd een tijdlang door de Gentse calvinisten gebruikt en in 1602 hersteld en opnieuw gewijd. Grote verbouwings- en vergrotingswerken volgden in de zeventiende en achttiende eeuw. Herstellingen van de zijbeuken en de sacristie gebeurden in de negentiende eeuw. In 1917, tijdens de Eerste Wereldoorlog werd de kerk, met uitzondering van de toren, verwoest. Heropbouw volgde in 1924-25, gebaseerd op de nog aanwezig funderingen. Beschietingen in 1940 vernielden de gewelven en het dak.

## Architectuur
De huidige kerk is driebeukig en pseudo-basilicaal met een toren aan de westzijde. Het schip en de zijbeuken hebben zeven traveeën met ingebouwd of pseudo-transept. Van de oude Sint-Laurentiuskapel is op het eerste gezicht niets meer zichtbaar; toch wordt er melding gemaakt van sporen van de oorspronkelijke ingang, ingebouwd in de in 1717 vernieuwde westelijke toren.